# Kleine alikruik
De kleine alikruik (Melarhaphe neritoides) is een in zee levende slakkensoort die behoort tot de familie van de Littorinidae.

## Kenmerken
De schelp is vaak rond de 1 cm, maar is meestal kleiner. De schelpjes zijn paarsbruin tot zwart en hebben onderaan de laatste winding vaak een gele kleurband. De mondopening heeft een paarslila-achtige kleur terwijl de opperhuid meer neigt naar zwart. De kleine alikruik heeft een dunschalig hoorntje met 5 tot 6 vlakke windingen. De top is zeer spits bij jongere exemplaren maar slijt af naarmate hij ouder wordt. De schelpstructuur is glad en heeft alleen onregelmatige groeilijnen en geen dwarsgroeven of ribben.
De mondopening is eivormig en het operculum is bruin van kleur. Het heeft geen navel.

## Voorkomen en leefwijze
De dieren leven in het hogere deel van de getijdenzone. Deze soort komt voor aan de Europese kust van de Middellandse Zee, de Atlantische Oceaan en de Noordzee.
De soort leeft op rotsen in de kust en in getijdenpoelen. Hij is in staat om lange perioden buiten het water te overleven.

## Relatie tot de mens
De kleine alikruik is eetbaar. Het kan rauw of na een kook koud gegeten worden, door het vlees met een tandenstoker uit het huisje te halen. In Nederland en België komt het echter in dermate kleine hoeveelheden voor dat het commercieel niet interessant is te vissen.
Eulimene: terebellata · 
Lacuna:
crassior · 
pallidula · 
parva · 
vincta

Littorina:
arcana · 
littorea · 
mariae · 
neglecta · 
nigrolineata · 
obtusata · 
saxatilis rudis · 
saxatilis saxatilis · 
saxatilis tenebrosa

Melarhaphe:
neritoides · 
suboperta